# Georg Franz Kreybich

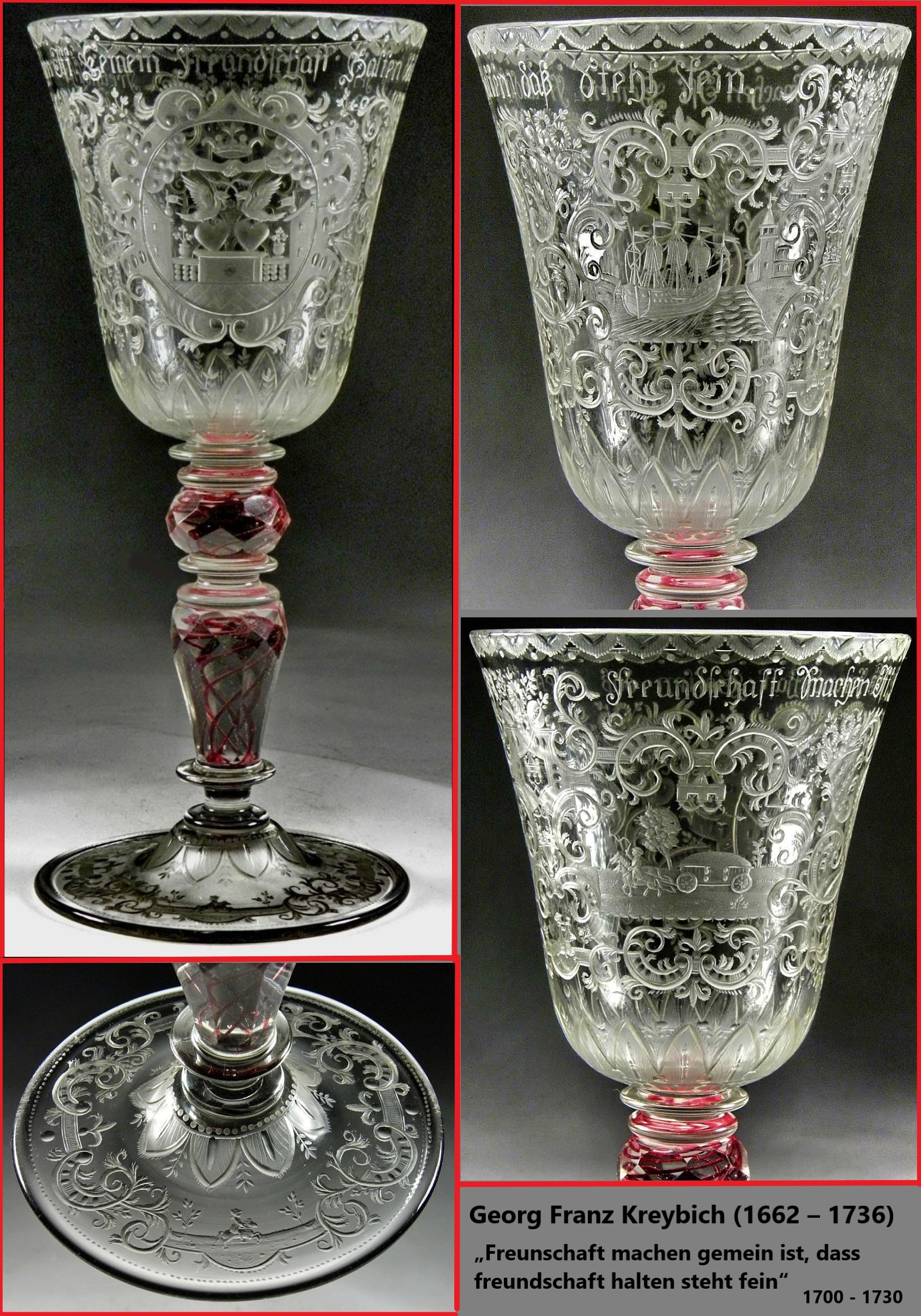
Skleněný pohár datovaný do let 1700 až 1730. Autorem je nejspíše Georg Franz Kreybich

Georg Franz Kreybich (17. dubna 1662, Kamenický Šenov – 1736, Kamenický Šenov) byl jedním ze špičkových rytců barokního skla konce 17. a začátku 18. století, umělec, podnikatel (obchodník se sklem) a zakladatel sklářského exportu z Kamenického Šenova a jeho okolí. Díky jeho četným (až 30) obchodním cestám v letech 1681 až 1721 se dostalo severočeské sklo na přelomu 17. a 18. století do širšího povědomí spotřebitelů v mnoha zemích tehdejší Evropy. Kreybich prodával výrobky ze skla nejen v Německu a Francii, ale ve většině evropských zemí. Jeho zboží se dostalo i do vzdálených evropských měst (Petrohrad, Moskva, Stockholm, Londýn, ...) a nejlepší Kreybichovy kousky si vysoce cenila evropská šlechta na dvorech Německa, Anglie, Skandinávie, Ruska a Uher.

## Život
Georg Franz Kreybich se narodil 17. dubna 1662 v Kamenickém Šenově. Jeho otcem byl sedlák George Kreibich (1620–1703) a jeho matkou byla Eva Zinke (1624–1702). Vyučil se malířem, řezáčem skla a rytcem.

### První obchodní cesta
Jako tovaryš absolvoval v roce 1681 (nebo 1682) ve společnosti svého švagra (obchodníka se sklem) první obchodní cestu jen s ručním vozíkem (trakařem), kde vezl nejen řezáčské nářadí a rytecký stroj (a brusičské nástroje) ale i surové sklo a skleněné zboží.
Cesta vedla přes Bavorsko, ze Salcburska a Korutan do Lublaně (tady se sklo brousilo a prodávalo). Po ročním pobytu cestoval přes Štýrský Hradec do Vídně. Tady prošel půlročním praktickým zaměstnáním u muže, který brousil sklo pro císařský dvůr. Hrozba tureckého obléhání ho vyhnala z Vídně. Následovala rok a půl dlouhá práce v jedné sklárně na Moravě a návrat do vlasti. Nějaký čas pracoval ve sklárně v Chřibské, kde získal mistrovský list. Přes Lužici, Braniborsko, Pomořansko, dnešní Pobaltí a přes Prusko a Slezsko se nakonec vrátil zpět do Kamenického Šenova.

### Další cesty
Jako mistr pak absolvoval v letech 1685 až 1721 asi 25 zahraničních cest, při kterých proslavil ryté sklo z Kamenického Šenova po tehdejší Evropě. Obchodní cesty podnikal ve stále kratších intervalech (používal koňské povozy) a se svým zbožím projel Sasko, dostal se do Slezska, Polska, pobaltských států, Švédska, Dánska, Hamburku a odtud lodí nakonec do Londýna (rok 1688), kde se mu (po počátečních neúspěších) podařilo dobře prodat své malované, vypalované a broušené sklo. (Větší počet jeho zboží zakoupil i londýnský královský dvůr.)
Další jeho cesta vedla přes Slezsko, Polsko, Livonsko, přes Vilnius a nakonec se dvěma povozy dorazil do Moskvy, kde byl velmi úspěšný Přes Hamburk dodával velké množství skla do Španělska, které se později stalo významným odbytištěm českého skla. Následovala řada cest do Maďarska a Sedmihradska. V roce 1699 se Kreybich vydal do Benátek a Říma, v roce 1700 do Konstantinopole. V Turecku byl obdobně úspěšný jako v Moskvě.
V následujících letech cestoval převážně do Sedmihradska. Ze své poslední obchodní cesty se vrátil v roce 1721.

### Závěr života
Od dalších cest jej ovšem nakonec odradila nemoc a požár na jeho statku. V roce 1729 zemřel jeho jediný syn Georg Kreibich (1686–1729), který mu s podnikáním pomáhal. Jeho úmrtí Georg Franz Kreybich těžce nesl a na několik dalších let to paralyzovalo jeho obchodní aktivity a to (dle jeho slov) „více než oheň, který poničil statek“. Georg Franz Kreybich zemřel v Kamenickém Šenove v roce 1736, jeho manželka Eva Pallme–König (1662–1741) zemřela v roce 1741 a jeho dcera Maria Elisabeth Kreibich (1692–1753) v roce 1753.

### Kvalita a flexibilita
Postupně se stal zámožným obchodníkem a znalcem svého oboru. Byl dobrým kreslířem schopným vytvářet nové výkresy a vzory podle požadavků a vkusu svých zákazníků. Využíval svoje mimořádné rytecké schopnosti – na přání zákazníků na místě zdobil dovezené skleněné předměty jejich monogramy a dalšími symboly. Sklo, které prodával, bylo moderní a konkurenceschopné.

### Deník z cest a další
O svých obchodních cestách si Kreybich vedl pečlivé záznamy na jejichž základě pak na sklonku svého života sepsal podrobný deník, který se dochoval a který je dnes důležitým pramenem vypovídajícím o historii počátků severočeského sklářství. Záznamy z cest popisují nejen obchodní záležitosti, ale jsou také svědectvím o různých nebezpečích (bouře na moři, nájezdy loupežníků a nájezdníků, politické intriky o carský trůn), která občas proměnily jeho cesty v dobrodružné výpravy.
Kromě deníku z cest napsal Kreybich také kroniku svého rodu, zprávu o povstání sedláků v roce 1680 na panství Oberliebich a tradici privilegií sklářů z Kamenického Šenova z roku 1694.